# Villa Carafa di Belvedere
Villa Carafa di Belvedere, nota anche semplicemente come villa Belvedere, è una villa monumentale di Napoli, sita nel collinare quartiere Vomero.

## Storia
Fu costruita come palazzo "fuori porta" nella seconda metà del Seicento, sul versante occidentale della collina del Vomero (attuale via Belvedere), dal dovizioso mercante e banchiere fiammingo (insignito del titolo di marchese di Castelnuovo e sposato con la nobile Olimpia Piccolomini, nipote del cardinale Celio) Ferdinando Vandeneynden, sui resti di un antico "casino di delizie" appartenuto agli Altomare.
Il nobile olandese, scelta Napoli come residenza per sé e per le sue clientele (come molti altri potenti commercianti nordeuropei), aveva commissionato a fra' Bonaventura Presti, monaco certosino converso, la ristrutturazione di numerose dimore patrizie in città (fra cui il Palazzo Zevallos di Stigliano); villa Belvedere fu forse l'unica opera interamente realizzata dal frate di origine bolognese, in servizio a Napoli come “certosino ingegniero di sua eminenza”, il cardinale Ascanio Filomarino.

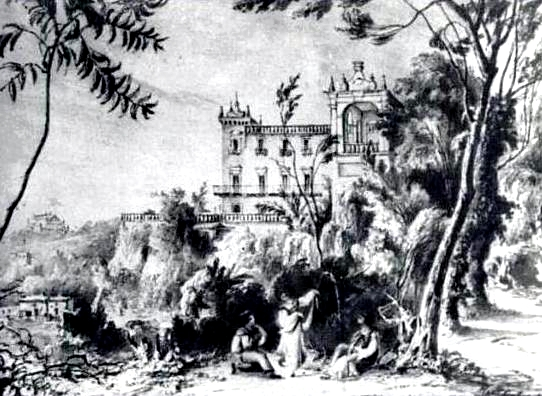
La villa Carafa di Belvedere in un'antica stampa

Il palazzo Vandeneynden viene pertanto realizzato tra il 1671 ed il 1673 con il disegno e modello di Presti. Posto nel fondo di un lungo viale alberato, con ingresso sulla “via del Vomero” (via Belvedere), l'edificio si sviluppa su due livelli con impianto poligonale a corte chiusa su tre lati ed aperta a loggiato sul lato ovest, rivolto verso la collina di Posillipo. Il progetto si fonda essenzialmente sulla prospettiva e si lascia fortemente condizionare dalle vedute del paesaggio circostante: a sud il golfo di Napoli, ad ovest Posillipo.
Il palazzo Vandeneynden diventa villa Carafa di Belvedere nel 1688 quando Elisabetta, figlia del marchese Vandeneynden, morto di tisi nel 1674, sposa Carlo Carafa IV principe di Belvedere. 
I Carafa la trasformarono in una grandiosa residenza aperta da logge affacciate sul panorama del golfo. Lungo il viale alberato, che, come si è detto, costituiva l'accesso alla villa, furono disposte le rimesse e le stalle, ed un elegante pozzo settecentesco in marmo (oggi spostato sul terrapieno della terrazza panoramica).

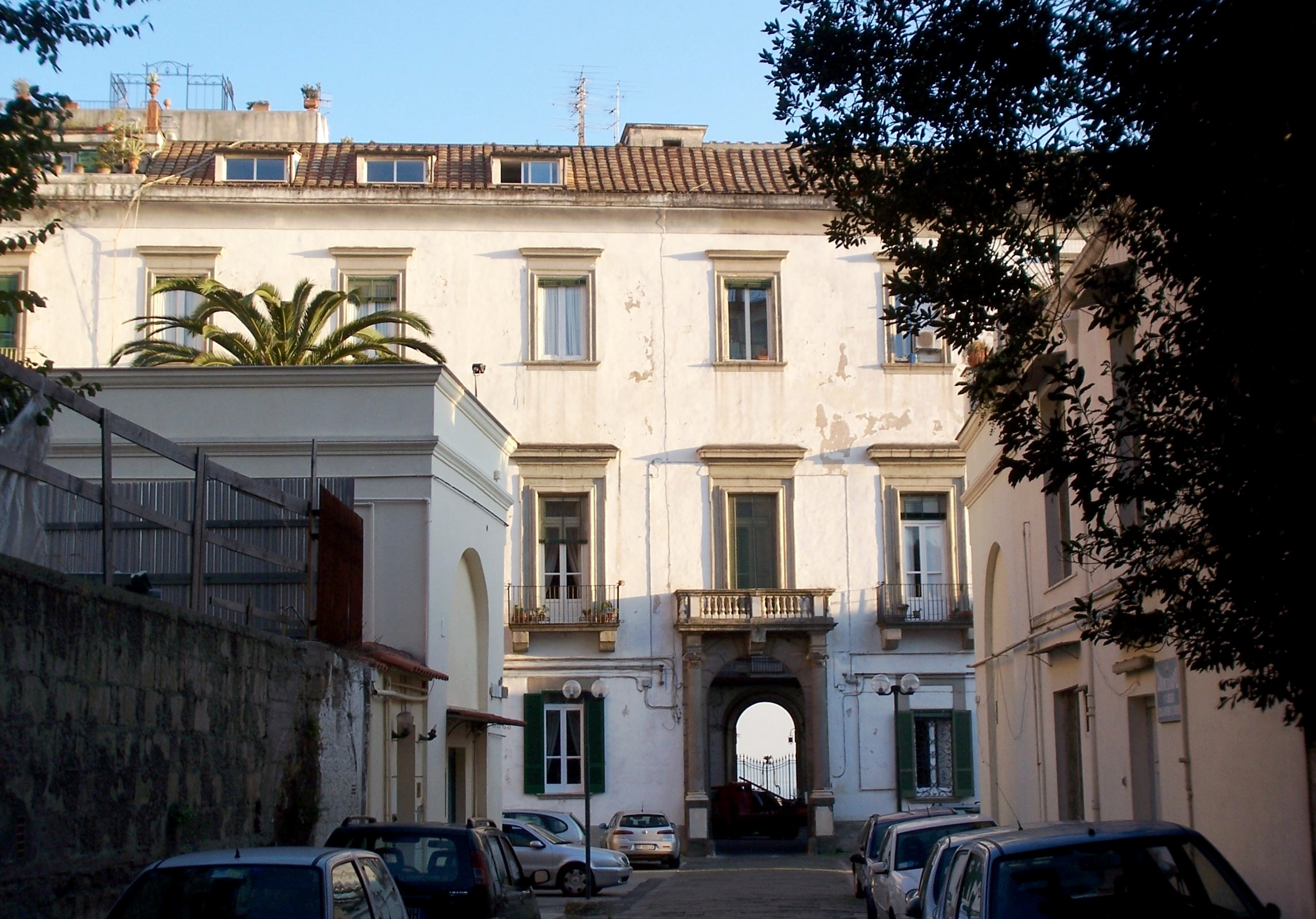
Cortile di villa Belvedere

Il tufo necessario a compiere le radicali trasformazioni dell'edificio fu prelevato dalla parte di collina sottostante la grande terrazza, in cui furono scavate grotte poi utilizzate come celle per la conservazione dei vini e della carne. Vi si accedeva dall'alto tramite una scala a forma di pozzo (tuttora esistente).
La villa fu molto frequentata dall'alta società napoletana e dagli stessi Borbone; durante i soggiorni estivi della regina Maria Carolina d’Asburgo, moglie di Ferdinando IV di Borbone, venivano organizzate magnificenti feste che richiamavano enormi folle. Nei mesi di maggio ed ottobre, infatti, la villa era aperta al pubblico; così che i giovedì e le domeniche era possibile assistervi a concerti musicali, ed in seguito, anche a giostre e tornei estremamente popolari. 
La popolarità della villa non diminuì con la dominazione francese: fu infatti uno dei luoghi preferiti da Gioacchino Murat.
Gli ambienti dell'appartamento di rappresentanza del piano nobile hanno conservato poco delle antiche collezioni di quadri e sculture; mentre le volte e le pareti di molte sale presentano ancora affreschi del '600 e del '700. Di grande rilievo sono soprattutto gli affreschi eseguiti nel 1672 da Luca Giordano nei due saloni principali.

## Architettura e stato di conservazione attuale

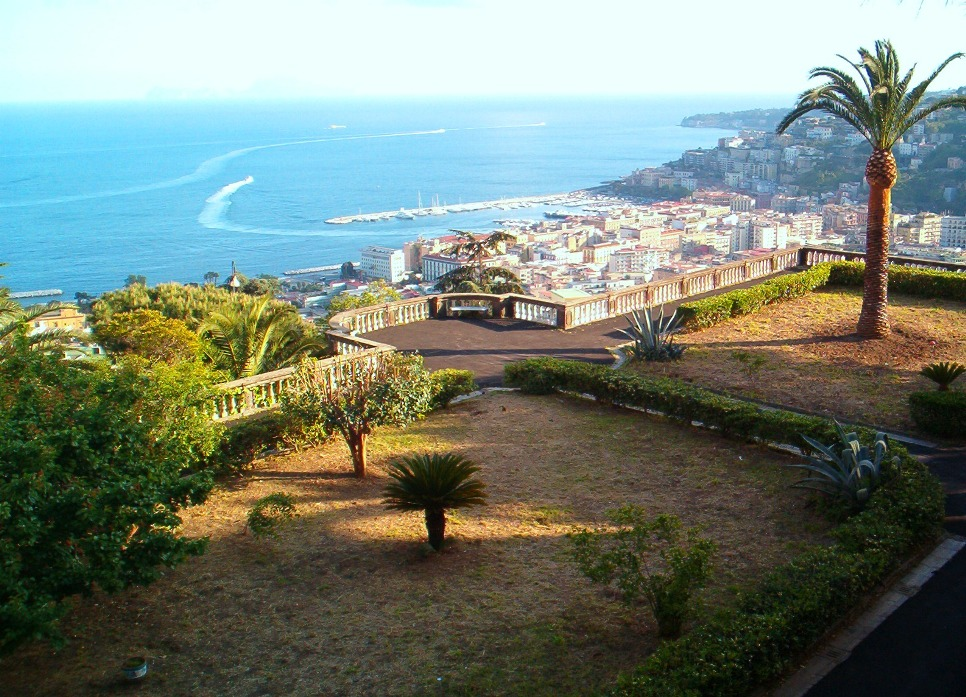
Terrapieno di villa Belvedere

L'architettura della villa, così come si presenta oggi, è dunque il risultato di circa cinque secoli di stratificazioni che si sono susseguite in funzione del gusto, dei modelli di abitazione e delle esigenze creative, tanto degli architetti che dei committenti coinvolti. 
Lo studio di questo edificio offre la possibilità di riconoscerne, ancora oggi, gli elementi originari, come pure le modificazioni e gli ampliamenti settecenteschi. Questi ultimi hanno, senza dubbio, esaltato pregevolmente l'idea del rapporto con la natura, che era alla base del primo intervento e che sopravvive nonostante le più recenti alterazioni. 
Villa Belvedere rappresenta dunque, esempio più unico che raro, la storia più antica del suo quartiere. È intorno a questa struttura, infatti, che venne sviluppandosi l'antico “Villaggio del Vomero”, e numerosi furono nei secoli i viaggiatori che ne rimasero affascinati, al punto da immortalarla in mirabili disegni e bozzetti. Progettata per aprirsi alla natura circostante, è oggi stretta tra gli edifici che l'hanno privata del verde, ma si abbraccia come allora allo splendido golfo di Napoli.

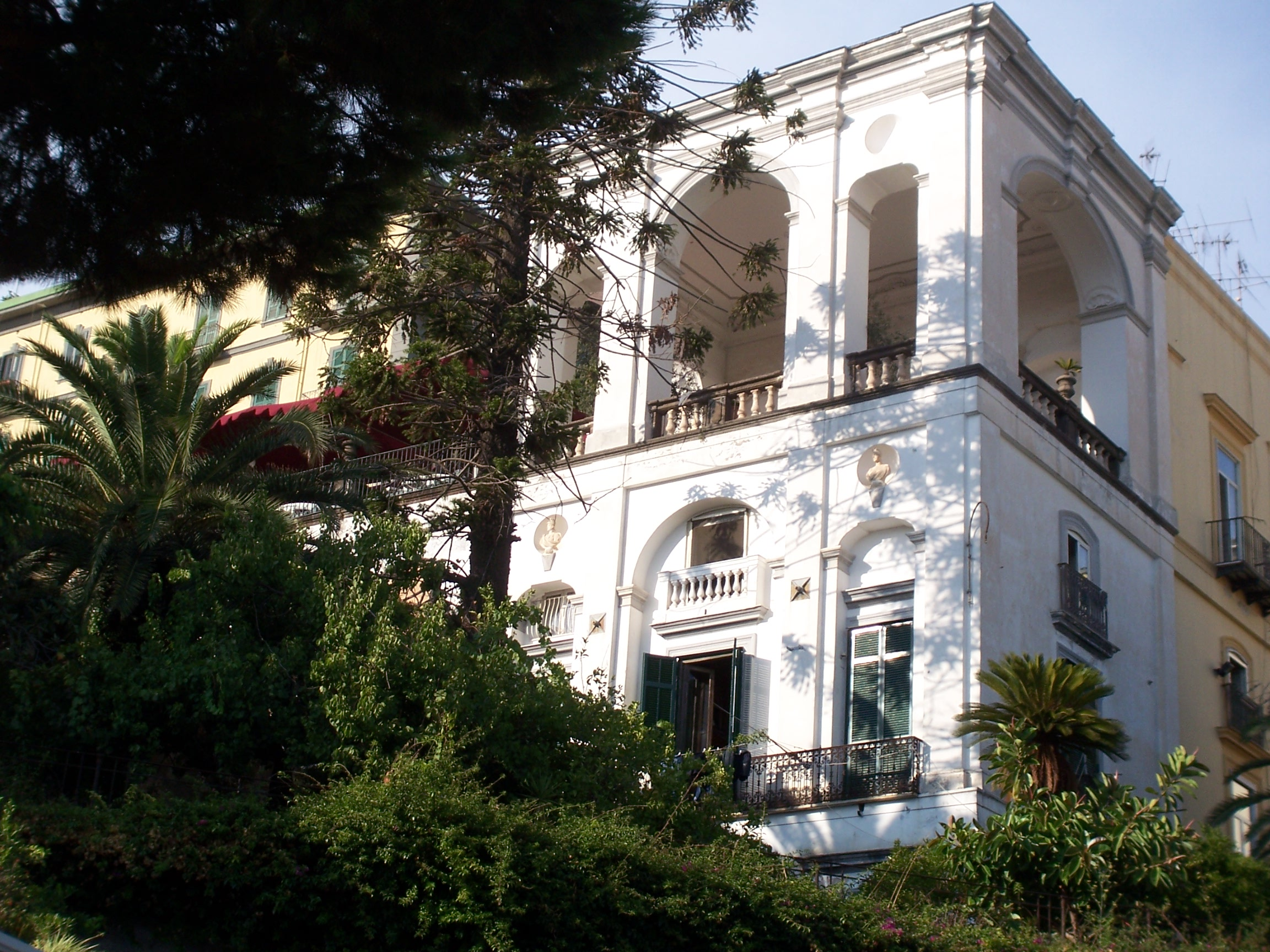
Terrazza di villa Belvedere

Confrontando la mappa del Duca di Noja del 1775 con la veduta del Petrini del 1698, è possibile individuare le trasformazioni che segnano il passaggio Palazzo Vandeneynden – Villa Carafa di Belvedere. Si assiste alla sistemazione di tutto l'impianto, a cominciare dall'ingresso sulla “via del Vomero” dove viene creata un'esedra, proprio di fronte all'antico portale in piperno, che rende più agevole l'accesso delle carrozze. 
Il viale preesistente conduce ad un portico, che racchiude un cortile semiellittico prospiciente la facciata nord del palazzo. Il loggiato è collegato al piano nobile e funge da elemento di mediazione tra il viale stesso e l'accesso al palazzo, senza interrompere l'asse prospettico che dall'ingresso attraversa tutta la fabbrica e la terrazza giardino. Il giardino, delimitato tutt'intorno da una balaustra in piperno con colonne di marmo, è cinto ad est da un lungo portico chiuso da vetrate, ad uso di serra. Gli ambienti del piano nobile vengono così proiettati verso il panorama attraverso le ampie terrazze a livello poste ai lati dei prospetti nord e sud.

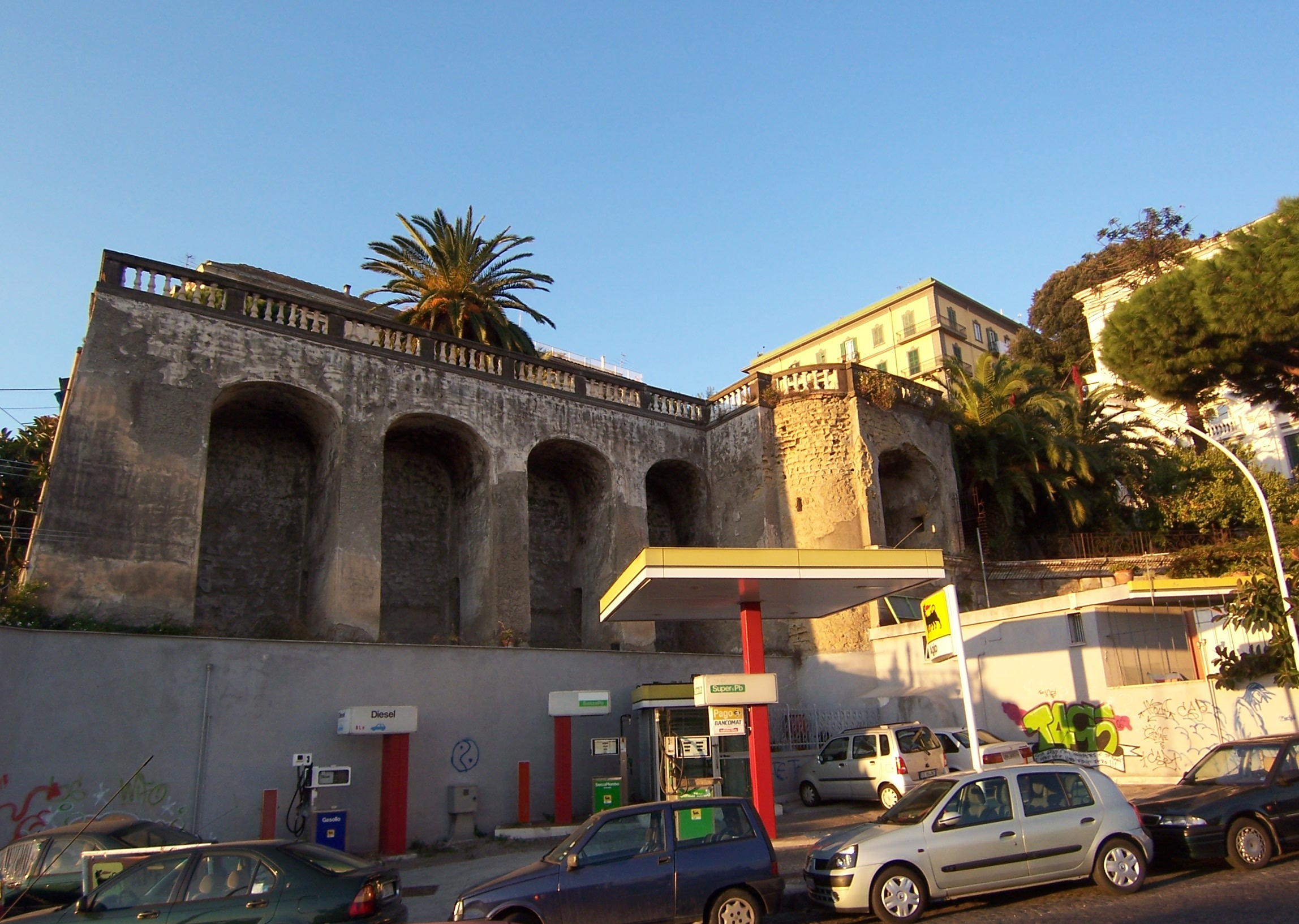
Terrapieno di villa Belvedere

Dello splendore di Villa Belvedere, culminato alla fine del Settecento con i soggiorni estivi della regina Maria Carolina, ritroviamo numerose testimonianze anche nel vedutismo settecentesco della città di Napoli. La villa diventa infatti il simbolo della collina del Vomero ed i pittori e gli incisori stranieri la rappresentano come elemento caratteristico. 
Le trasformazioni cominciate a partire dal finire dell'Ottocento comportano in minima parte progressive aggregazioni. Principalmente quelli che dapprima erano stati concepiti come spazi aperti ma coperti, di mediazione, ma soprattutto di adesione tra natura e costruito, iniziano ad essere chiusi in funzione delle nuove esigenze abitative.
Una volta però “saturati” gli spazi a disposizione, cominciano una serie di interventi condotti nel tempo con l'obiettivo di offrire risposte puntuali ad esigenze specifiche, che hanno prodotto un complesso edilizio caratterizzato da alterazioni proprie di un degrado di carattere prevalentemente architettonico.
Inoltre con l'arrivo del Novecento Villa Belvedere, divenuta a tutti gli effetti un condominio, comincia a non essere più una delle poche costruzioni esistenti sulla collina. 
L'inarrestabile proliferare di costruzioni priva la villa del suo carattere di paradiso di delizie immerso nel verde, e, con il passare degli anni, al posto degli alberi sorgono edifici dalle dimensioni più svariate e dalle tipologie più diverse, così che l'intero parco viene progressivamente lottizzato. Nuovi accessi alla villa sono aperti lungo la via Aniello Falcone approfittando degli “interstizi” risparmiati dall'edificazione.
Ancora oggi, seppur profondamente trasformata, la villa dialoga con la scenografica veduta del golfo e rappresenta un segno forte e ancora vivo del Vomero di un tempo.